# モスクワ日本人学校
モスクワ日本人学校 (ロシア語: Японская школа,  ) とは、モスクワ南西区にある日本人学校である。

## 概要
1967年に設立されたこの学校は入居しているビルの4階と5階を使用していて、このビルには他にもモスクワフィンランド人学校やモスクワスウェーデン人学校、そしてイタロ・カルヴィーノ・イタリア人学校が入居している。このビルには食堂の他、体育館、グラウンド等の設備がある。